# تاتسويا موريشيك
تاتسويا موريشيك (باليابانية: 森重 達也) (21 أكتوبر 1971 في أوساكا في اليابان – )؛ هو لاعب كرة قدم ياباني سابق كان يلعب كمدافع.

## وصلات خارجية
- تاتسويا موريشيك على موقع رابطة كرة القدم اليابانية للمحترفين (اليابانية)
- تاتسويا موريشيك على موقع عالم كرة القدم.نت (الإنجليزية)